# Comuna Bortnîkî, Jîdaciv
Bortnîkî (în ucraineană Бортники) este o comună în raionul Jîdaciv, regiunea Liov, Ucraina, formată din satele Bortnîkî (reședința), Bukovîna, Demîdiv și Molotiv.

## Demografie
Componența lingvistică a comunei Bortnîkî
     Ucraineană (99,95%)
Conform recensământului din 2001, majoritatea populației comunei Bortnîkî era vorbitoare de ucraineană (99,95%), existând în minoritate și vorbitori de alte limbi.